# Bredene Koksijde Classic 2021
La 18.ª edición de la clásica ciclista Bredene Koksijde Classic fue una carrera en Bélgica que se celebró el 19 de marzo de 2021 con inicio en la ciudad de Bredene y final en la ciudad de Koksijde sobre un recorrido de 199,9 kilómetros.
La carrera formó parte del UCI ProSeries 2021, calendario ciclístico mundial de segunda división, dentro de la categoría UCI 1.Pro y fue ganada por el belga Tim Merlier del Alpecin-Fenix. Completaron el podio, como segundo y tercer clasificado respectivamente, el danés Mads Pedersen del Trek-Segafredo y el francés Florian Sénéchal del Deceuninck-Quick Step.

## Equipos participantes
Tomaron parte en la carrera 25 equipos: 12 de categoría UCI WorldTeam invitados por la organización, 10 de categoría UCI ProTeam y 3 de categoría Continental. Formaron así un pelotón de 166 ciclistas de los que acabaron 100. Los equipos participantes fueron:
| WorldTeams (12)- Bora-Hansgrohe - Ineos Grenadiers - Lotto Soudal - Deceuninck-Quick Step - Qhubeka Assos - Cofidis - Israel Start-Up Nation - Trek-Segafredo - UAE Team Emirates - Team DSM - Groupama-FDJ - Intermarché-Wanty-Gobert Matériaux ProTeams (10)- Alpecin-Fenix - Arkéa-Samsic - Delko - Total Direct Énergie - Bardiani CSF Faizanè - Sport Vlaanderen-Baloise - B&B Hotels p/b KTM - Bingoal-WB - Uno-X Pro Cycling Team - Vini Zabù Equipos continentales (3)- Xelliss-Roubaix Lille Métropole - BEAT Cycling - Tarteletto-Isorex |
| |

## Clasificación final
- Las clasificaciones finalizaron de la siguiente forma:[3]

| \| Clasificación general \| Clasificación general \| Clasificación general \| Clasificación general \| Clasificación general \| \| Ciclista \| Ciclista \| Equipo \| Tiempo \| \| \| --------------------- \| --------------------- \| ---------------------- \| --------------------- \| --------------------- \| \| 1.º \| Tim Merlier \| Alpecin-Fenix \| 4 h 12 min 43 s \| \| \| 2.º \| Mads Pedersen \| Trek-Segafredo \| + 0 s \| \| \| 3.º \| Florian Sénéchal \| Deceuninck-Quick Step \| + 0 s \| \| \| 4.º \| Tom Van Asbroeck \| Israel Start-Up Nation \| + 0 s \| \| \| 5.º \| Eduard-Michael Grosu \| Delko \| + 0 s \| \| \| 6.º \| Stanisław Aniołkowski \| Bingoal-WB \| + 0 s \| \| \| 7.º \| Max Walscheid \| Qhubeka Assos \| + 0 s \| \| \| 8.º \| Bram Welten \| Arkéa-Samsic \| + 0 s \| \| \| 9.º \| Nils Politt \| Bora-Hansgrohe \| + 0 s \| \| \| 10.º \| Cyril Lemoine \| B&B Hotels p/b KTM \| + 0 s \| \| |                       |                        |                 |
| |                       |                        |                 |
| Fuente: ProCyclingStats |                       |                        |                 |
| Clasificación general |                       |                        |                 |
| Ciclista | Ciclista              | Equipo                 | Tiempo          |
| 1.º | Tim Merlier           | Alpecin-Fenix          | 4 h 12 min 43 s |
| 2.º | Mads Pedersen         | Trek-Segafredo         | + 0 s           |
| 3.º | Florian Sénéchal      | Deceuninck-Quick Step  | + 0 s           |
| 4.º | Tom Van Asbroeck      | Israel Start-Up Nation | + 0 s           |
| 5.º | Eduard-Michael Grosu  | Delko                  | + 0 s           |
| 6.º | Stanisław Aniołkowski | Bingoal-WB             | + 0 s           |
| 7.º | Max Walscheid         | Qhubeka Assos          | + 0 s           |
| 8.º | Bram Welten           | Arkéa-Samsic           | + 0 s           |
| 9.º | Nils Politt           | Bora-Hansgrohe         | + 0 s           |
| 10.º | Cyril Lemoine         | B&B Hotels p/b KTM     | + 0 s           |

## UCI World Ranking
La Bredene Koksijde Classic otorgó puntos para el UCI World Ranking para corredores de los equipos en las categorías UCI WorldTeam, UCI ProTeam y Continental. Las siguientes tablas muestran el baremo de puntuación y los 10 corredores que obtuvieron más puntos:
| Posición              | 1.º | 2.º | 3.º | 4.º | 5.º | 6.º | 7.º | 8.º | 9.º | 10.º | 11.º | 12.º | 13.º | 14.º | 15.º | 16.º-30.º | 31.º-40.º |
| Clasificación general | 200 | 150 | 125 | 100 | 85  | 70  | 60  | 50  | 40  | 35   | 30   | 25   | 20   | 15   | 10   | 5         | 3         |

| Clasificación |                       |                        |         |
| Posición      | Ciclista              | Equipo                 | General |
| ------------- | --------------------- | ---------------------- | ------- |
| 1.º           | Tim Merlier           | Alpecin-Fenix          | 200     |
| 2.º           | Mads Pedersen         | Trek-Segafredo         | 150     |
| 3.º           | Florian Sénéchal      | Deceuninck-Quick Step  | 125     |
| 4.º           | Tom Van Asbroeck      | Israel Start-Up Nation | 100     |
| 5.º           | Eduard-Michael Grosu  | Delko                  | 85      |
| 6.º           | Stanisław Aniołkowski | Bingoal-WB             | 70      |
| 7.º           | Max Walscheid         | Qhubeka ASSOS          | 60      |
| 8.º           | Bram Welten           | Arkéa Samsic           | 50      |
| 9.º           | Nils Politt           | Bora-Hansgrohe         | 40      |
| 10.º          | Cyril Lemoine         | B&B Hotels p/b KTM     | 35      |